# Saxifraga subaequifoliata
Saxifraga subaequifoliata là một loài thực vật có hoa trong họ Saxifragaceae. Loài này được Irmsch. miêu tả khoa học đầu tiên năm 1935.